# Чемпіонат світу з легкої атлетики в приміщенні 2024: стрибки у висоту (жінки)
Змагання зі стрибків у висоту серед жінок на чемпіонаті світу з легкої атлетики в приміщенні 2024 року відбулися 1 березня. Медалі з цієї дисциплінина розігрувалися на всіх попередніх першостях. Золоту нагороду здобула австралійка Нікола Оліслагерс, «срібло» в українки Ярослави Магучіх, а «бронза» — в другої представниці Зеленого континента Елеанор Паттерсон.

## Рекорди
Рекорди перед стартом чемпіонату світу:
| Рекорди                               | Спортсменка              | Висота (м) | Місто               | Дата           |
| ------------------------------------- | ------------------------ | ---------- | ------------------- | -------------- |
| Світовий рекорд                       | Стефка Костадинова (BUL) | 2.09       | Рим, Італія         | 30 серпня 1987 |
| Світовий рекорд у приміщенні          | Кайса Бергквіст (SWE)    | 2.08       | Арнштадт, Німеччина | 4 лютого 2006  |
| Рекорд чемпіонатів світу в приміщенні | Стефка Костадинова (BUL) | 2.05       | Індіанаполіс, США   | 8 березня 1987 |

## Результати
На зимових турнірах того сезону чотири спортсменки змогли підкорити висоту в 2 метри. Із них на чемпіонаті виступали двоє: срібна призерка Олімпійських ігор 2021 року Нікола Оліслагерс з Австралії і діюча чемпіонка світу у приміщенні та на відкритому повітрі Ярослава Магучих (їх результати — 2,03 м та 2,04 м відповідно). На змагання було заявлено 11 легкоатлеток, але чемпіонка світу 2016 року Вашті Каннінгем знялася зі змагань через травму, отриману під час розминки.
У фіналі лише шестеро жінок подолали позначку на висоті 1,92 м. Німкеня Крістіна Гонзель і словенка Лія Апостоловскі взяли висоту 1,95 м, причому остання повторила свій особистий рекорд з початку сезону та здобула бронзову медаль. Магучіх подолала 1,97 м з першої спроби, а потім здійснила три невдалі спроби на 1,99 м. Оліслагерс подолала 1,99 м з третьої спроби, що забезпечило їй першу золоту медаль чемпіонки світу в приміщенні.
| Місце | Спортсменка       | Країна          | 1.84 | 1.88 | 1.92 | 1.95 | 1.97 | 1.99 | 2.02 | Результат | Примітки |
| ----- | ----------------- | --------------- | ---- | ---- | ---- | ---- | ---- | ---- | ---- | --------- | -------- |
| 1     | Нікола Оліслагерс | Австралія       | –    | o    | o    | o    | xo   | xxo  | xxx  | 1.99      |          |
| 2     | Ярослава Магучіх  | Україна         | –    | –    | o    | o    | o    | xxx  |      | 1.97      |          |
| 3     | Лія Апостоловські | Словенія        | o    | o    | o    | o    | x–   | r    |      | 1.95      | PB       |
| 4     | Крістіна Гонзель  | Німеччина       | o    | xo   | xo   | o    | xxx  |      |      | 1.95      | SB       |
| 5     | Ангеліна Топич    | Сербія          | o    | xo   | xxo  | x–   | xx   |      |      | 1.92      |          |
| 6     | Морган Лейк       | Велика Британія | xo   | xxo  | xxo  | x–   | xx   |      |      | 1.92      | SB       |
| 7     | Татьяна Гусін     | Греція          | xo   | o    | xxx  |      |      |      |      | 1.88      |          |
| 8     | Надія Дубовицька  | Казахстан       | o    | xxo  | xxx  |      |      |      |      | 1.88      |          |
| 9     | Юлія Левченко     | Україна         | o    | xxx  |      |      |      |      |      | 1.84      |          |
|       | Данієла Станчу    | Румунія         | xxx  |      |      |      |      |      |      | NM        |          |
|       | Вашті Каннінгем   | США             |      |      |      |      |      |      |      | DNS       |          |